# Feketetót
Feketetót (Tăut), település Romániában, a Partiumban, Bihar megyében.

## Fekvése
Nagyszalontától délkeletre, Tenkétől délnyugatra, a Fekete-Körös völgyében, Feketebátor és Feketegyörös közt fekvő település.

## Története
Feketetót, Tóti nevét 1316-ban említette először oklevél Toty néven. 1405-ben Thoty, 1552-ben Thooth, 1587-ben Toth, 1808-ban Tóti (Fekete-) h., 1913-ban Feketetót néven írták.
Tótit a Becsegergely nemzetségbeli Apa fiai: Jakab és Gergely Kávástelekkel együtt átadták telepítésre rokonuknak, Onth-nak és Leel-nek.
Nemesi község volt, melynek egykori birtokosai a Nadányi, Bessenyey, Sztachó, Osváth, Sebess, Boczkó családok voltak. A 20. század elején pedig Sebess Gyula, Nadányi Gyula, valamint Sisáry Gyula örököseinek birtoka volt.
1910-ben 1713 lakosából 262 magyar, 1423 román volt. Ebből 25 római katolikus, 229 református, 1434 görögkeleti ortodox volt. A trianoni békeszerződés előtt Bihar vármegye Tenkei járásához tartozott.

## Nevezetességek
- Görögkeleti temploma 1780-ban épült.

## Források

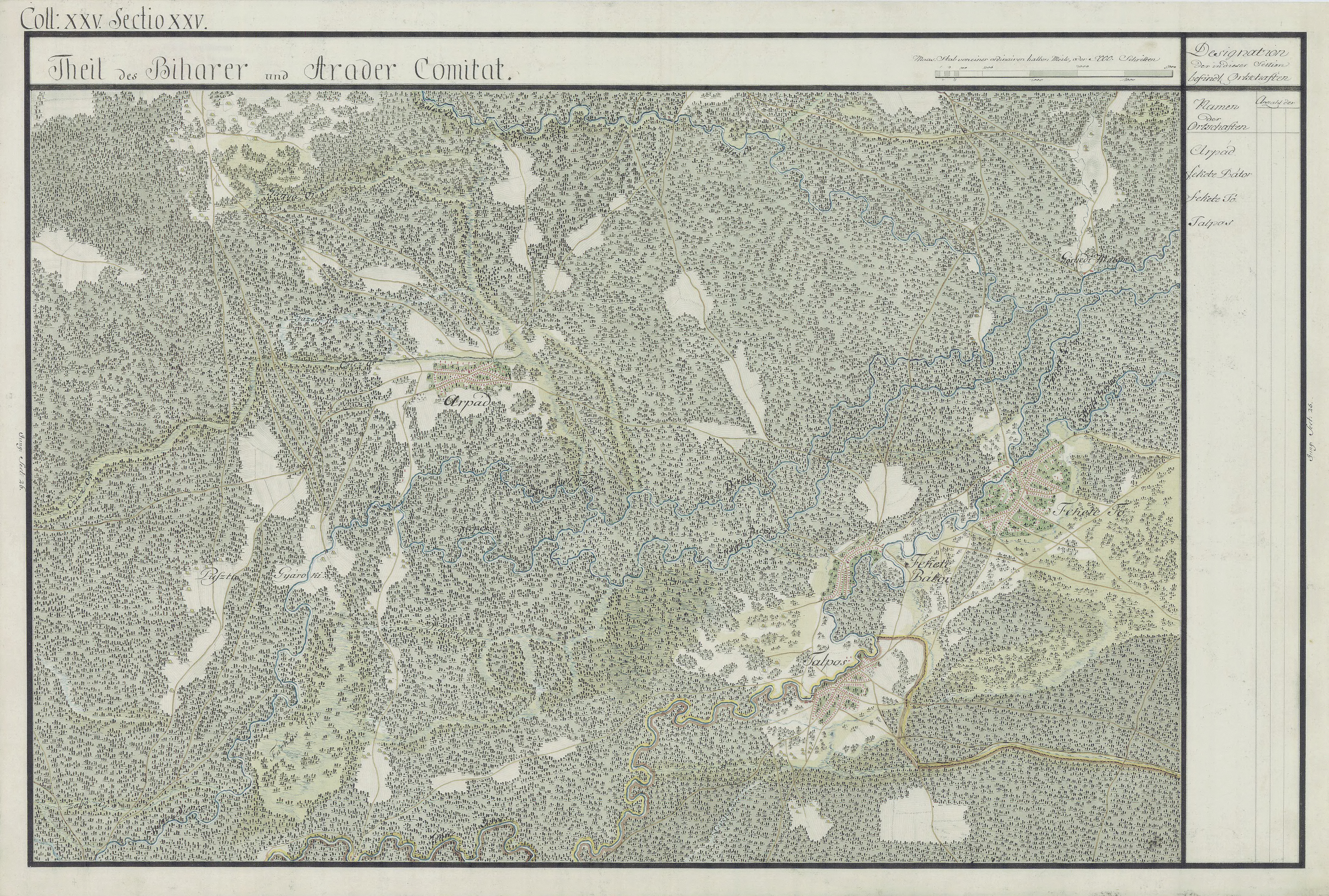
Feketetót, Tóti egy régi térképen.